# Collegio plurinominale Basilicata - 01 (Senato della Repubblica)
Il collegio elettorale plurinominale Basilicata - 01 è un collegio elettorale plurinominale della Repubblica Italiana per l'elezione del Senato.

## Territorio
Come previsto dalla legge elettorale italiana del 2017, il collegio è stato definito tramite decreto legislativo all'interno della circoscrizione Basilicata.
Il collegio corrisponde all'intera regione Basilicata e contiene il solo collegio uninominale Basilicata - 01 (Potenza).

## XVIII legislatura

### Risultati elettorali
| Liste          | Liste                                | Proporzionale | Proporzionale | Proporzionale | Maggioritario | Maggioritario | Maggioritario |  |
| Liste          | Liste                                | Voti          | %             | Seggi         | Voti          | %             | Seggi         |  |
| -------------- | ------------------------------------ | ------------- | ------------- | ------------- | ------------- | ------------- | ------------- |  |
|                | Movimento 5 Stelle                   | 123 118       | 43,00         | 3             | 123 118       | 43,00         | 1             |  |
|                | Forza Italia                         | 36 226        | 12,65         | 1             | 74 528        | 26,03         | –             |  |
|                | Lega                                 | 20 591        | 7,19          | 1             | 74 528        | 26,03         | –             |  |
|                | Fratelli d'Italia                    | 10 628        | 3,71          | –             | 74 528        | 26,03         | –             |  |
|                | Noi con l'Italia – UDC               | 7 083         | 2,47          | –             | 74 528        | 26,03         | –             |  |
|                | Partito Democratico                  | 49 462        | 17,28         | 1             | 61 203        | 21,38         | –             |  |
|                | Civica Popolare                      | 4 162         | 1,45          | –             | 61 203        | 21,38         | –             |  |
|                | +Europa                              | 3 931         | 1,37          | –             | 61 203        | 21,38         | –             |  |
|                | Italia Europa Insieme                | 3 648         | 1,27          | –             | 61 203        | 21,38         | –             |  |
|                | Liberi e Uguali                      | 16 305        | 5,69          | –             | 16 305        | 5,69          | –             |  |
|                | Potere al Popolo!                    | 3 554         | 1,24          | –             | 3 554         | 1,24          | –             |  |
|                | Il Popolo della Famiglia             | 1 831         | 0,64          | –             | 1 831         | 0,64          | –             |  |
|                | CasaPound                            | 1 674         | 0,58          | –             | 1 674         | 0,58          | –             |  |
|                | Partito Comunista                    | 1 520         | 0,53          | –             | 1 520         | 0,53          | –             |  |
|                | Stato Moderno Solidale               | 1 384         | 0,48          | –             | 1 384         | 0,48          | –             |  |
|                | Lista del Popolo per la Costituzione | 1 192         | 0,42          | –             | 1 192         | 0,42          | –             |  |
| Totale         | Totale                               | 286 309       | 100           | 6             | 286 309       | 100           | 1             |  |
|                |                                      |               |               |               |               |               |               |  |
| Schede bianche | Schede bianche                       | 5 222         | 1,74          |               |               |               |               |  |
| Schede nulle   | Schede nulle                         | 9 417         | 3,13          |               |               |               |               |  |
| Votanti        | Votanti                              | 300 948       | 71,11         |               |               |               |               |  |
| Elettori       | Elettori                             | 423 233       |               |               |               |               |               |  |

### Eletti

#### Eletti nei collegi uninominali
Eletti nel Movimento 5 Stelle
| Collegio uninominale | Eletto | Eletto           | Partito |
| -------------------- | ------ | ---------------- | ------- |
| 1. Potenza           |        | Saverio De Bonis | M5S     |

1. ↑  In data 04.01.2019 aderisce al gruppo misto, non iscritti; in data 30.12.2020 alla componente «MAIE-Italia 23»; in data 26.01.2021 a Europeisti-MAIE-Centro Democratico; in data 30.03.2021 torna nel gruppo misto, non iscritti; in data 19.01.2022 aderisce a Forza Italia Berlusconi Presidente-UDC.

#### Eletti nella quota proporzionale
| Movimento 5 Stelle                                       | Partito Democratico | Forza Italia   | Lega          |
| -------------------------------------------------------- | ------------------- | -------------- | ------------- |
|                                                          |                     |                |               |
| Vito Rosario Petrocelli Agnese Gallicchio Arnaldo Lomuti | Salvatore Margiotta | Giuseppe Moles | Pasquale Pepe |

1. ↑  In data 18.05.2022 aderisce al gruppo Uniti per la Costituzione-C.A.L. (Costituzione, Ambiente, Lavoro).

## XIX legislatura

### Risultati elettorali
|                               | Fratelli d'Italia                                       | 46 716  | 19,10 | 1 | 88 277  | 36,10 | 1 |  |  |
|                               | Forza Italia                                            | 21 983  | 8,99  | – | 88 277  | 36,10 | 1 |  |  |
|                               | Lega per Salvini Premier                                | 17 471  | 7,14  | – | 88 277  | 36,10 | 1 |  |  |
|                               | Noi Moderati                                            | 2 107   | 0,86  | – | 88 277  | 36,10 | 1 |  |  |
|                               | Movimento 5 Stelle                                      | 59 560  | 24,36 | 1 | 59 560  | 24,36 | – |  |  |
|                               | Partito Democratico - Italia Democratica e Progressista | 39 557  | 16,18 | – | 53 267  | 21,78 | – |  |  |
|                               | Alleanza Verdi e Sinistra                               | 6 725   | 2,75  | – | 53 267  | 21,78 | – |  |  |
|                               | +Europa                                                 | 4 905   | 2,01  | – | 53 267  | 21,78 | – |  |  |
|                               | Impegno Civico – Centro Democratico                     | 2 080   | 0,85  | – | 53 267  | 21,78 | – |  |  |
|                               | Azione - Italia Viva                                    | 30 006  | 12,27 | – | 30 006  | 12,27 | – |  |  |
|                               | Unione Popolare                                         | 3 856   | 1,58  | – | 3 856   | 1,58  | – |  |  |
|                               | Italexit                                                | 3 557   | 1,45  | – | 3 557   | 1,45  | – |  |  |
|                               | Italia Sovrana e Popolare                               | 2 855   | 1,17  | – | 2 855   | 1,17  | – |  |  |
|                               | Partito Comunista Italiano                              | 2 290   | 0,94  | – | 2 290   | 0,94  | – |  |  |
|                               | Noi di Centro – Europeisti                              | 880     | 0,36  | – | 880     | 0,36  | – |  |  |
| Totale                        | Totale                                                  | 244 548 | 100   | 2 | 244 548 | 100   | 1 |  |  |
|                               |                                                         |         |       |   |         |       |   |  |  |
| Voti non validi               | Voti non validi                                         | 17 973  | 6,85  |   |         |       |   |  |  |
| Votanti                       | Votanti                                                 | 262 521 | 58,77 |   |         |       |   |  |  |
| Elettori                      | Elettori                                                | 446 685 |       |   |         |       |   |  |  |
|                               |                                                         |         |       |   |         |       |   |  |  |
| Data: 25 settembre 2022       |                                                         |         |       |   |         |       |   |  |  |
| Fonte: Ministero dell'interno |                                                         |         |       |   |         |       |   |  |  |

### Eletti

#### Eletti nei collegi uninominali
Eletti nella coalizione di centro-destra (FdI - Lega - FI - NM)
| Collegio uninominale | Eletto | Eletto                             | Partito      |
| -------------------- | ------ | ---------------------------------- | ------------ |
| 1. Potenza           |        | Maria Elisabetta Alberti Casellati | Forza Italia |

#### Eletti nella quota proporzionale
| Movimento 5 Stelle | Fratelli d'Italia |
| ------------------ | ----------------- |
|                    |                   |
| Mario Turco        | Gianni Rosa       |